# تشارلز دبليو. شرودر
تشارلز دبليو. شرودر هو مهندس ومهندس مدني وسياسي أمريكي، ولد في 1853، وتوفي في 23 أكتوبر 1903.